# Ануграха-мурті
Ануграха-мурті — милостиві форми Шиви. У деяких випадках Шива міг бути милостливим і дарував блага своїм прихильникам. Це відбувалося тоді, коли вони задовольняли і радували Шиву. Скульптурні композиції, що ілюструють подібні акти прихильності бога, відомі як Ануграха-Мурті. Це сидячий Шива в аспекті благовоління.
До Ануграха-Мурті відносяться:
- Чандешануграха-мурті
- Вішнувануграха-мурті
- Нандісануграха-мурті
- Вігхнешвануграха-мурті
- Кіратарджуна-мурті
- Раванануграха-мурті
- Лінгодбхава-мурті